# Лимановский район
Лимановский район — административно-территориальная единица в Воронежской области РСФСР, существовавшая в 1938—1957 годах. Административный центр — село Красный Лиман.
Район образован 21 ноября 1938 года в составе Воронежской области в результате разукрупнения Панинского района.
В 1940 году в состав района входили Октябрьский поселковый совет, Александровский, Красно-Лимановский 1-й, Красно-Лимановский 2-й, Красно-Холмский, Мартыновский, Ново-Хреновский, Криушанский и Усманско-Высельский сельские советы.
5 октября 1957 года Лимановский район был упразднён, его территория возвращена Панинскому району.